# Biscuiterie de l'Abbaye
La biscuiterie de l'Abbaye, créée en 1964, fabrique des sablés et des biscuits.

## Historique
L'origine du sablé de Lonlay-l'Abbaye remonte au temps de la Grande Guerre. À cette époque, Virgile Fouilleul, boulanger dans le village, a coutume de cuire des sablés pesant près d'un kilo dans des moules. Grâce à leur qualité de conservation, ces sablés sont envoyés aux soldats sur le front.
À la disparition de Virgile, son gendre, Georges Lautour, reprend l'affaire. Il vend des sablés à Flers, puis à Bagnoles et, face au succès rencontré, il crée, en 1943, la marque Sablé de l'Abbaye.
En août 1944, Lonlay-l'Abbaye subit de nombreuses destructions. La production des Sablés ralentit mais le boulanger n'arrête pas sa fabrication. Quelques années plus tard, le village se reconstruit et la notoriété du sablé s'étend.[réf. nécessaire]
En 1964, son fils, Michel Lautour, et le gendre de celui-ci, Michel Lebaudy, développent la production en créant la Biscuiterie de l'Abbaye. Quatre ans plus tard, celle-ci se voit récompensée par le ruban bleu au salon international Intersuc.
En 2005, l'entreprise emploie 180 personnes, 240 en 2017.

## Production
La biscuiterie fabrique des sablés, des galettes, des cookies et différents autres types de biscuits, notamment « pur beurre ».
La production est aujourd'hui de 7 500 tonnes par an et d'un million de biscuits par jour.

## Sources bibliographiques
- Jean-Paul Labourdette, Dominique Auzias, Petit Futé Normandie 2010-2011, éd. Petit Futé, 2010, p. 398  (ISBN 2746927764 et 9782746927766) (sur Google livres) .
- Jean-Luc Péchinot, « Biscuiterie de Lonlay-l'Abbaye : divins sablés... », Patrimoine normand, vol. 103,‎ 1er octobre 2017 (lire en ligne).